# 최홍주
최홍주(1970년 4월 23일 ~)는 삼성 라이온즈의 전 야구 선수다.

## 출신 학교
- 부산고등학교
- 동아대학교

## 같이 보기
- 1993년 삼성 라이온즈 시즌